# Herrschaft Heinsberg
Die Herrschaft Heinsberg war ein Territorium im Heiligen Römischen Reich. Hauptort war die Stadt Heinsberg in Nordrhein-Westfalen. Als bedeutendstes Mitglied des Hauses Heinsberg gilt Philipp von Heinsberg, Kölner Erzbischof und Erzkanzler des Heiligen Römischen Reiches.

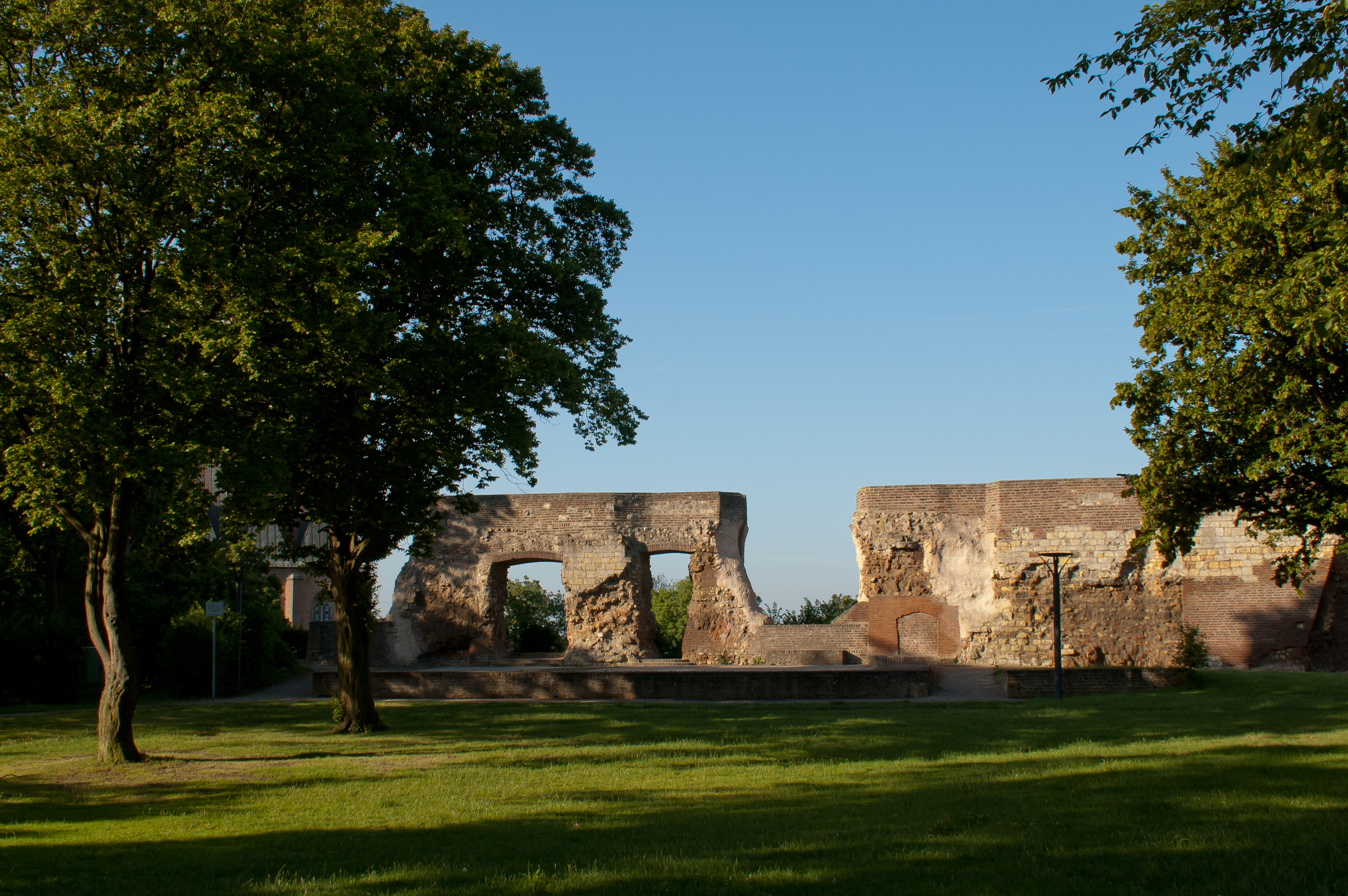
Ruine der Burg Heinsberg

## Geografische Lage und wirtschaftliche Basis
Das Kerngebiet der Herrschaft Heinsberg stimmte recht weitgehend mit dem Gebiet der heutigen Stadt Heinsberg überein und umfasste den Teil der Landschaft Selfkant, welcher im Osten von der Rur und im Übrigen von den Ortschaften Brachelen, Lindern, Horst, Uetterath, Straeten, Waldenrath, Pütt, Laffeld, Kirchhoven und Karken umschlossen wird. Das Gebiet unterscheidet sich landschaftlich deutlich in zwei Teile, und zwar in das ebene Tal von Rur und Wurm mit hohem Grundwasserstand (früher bis hinauf zu einem Meter Tiefe), schwerem Tonboden und seinerzeit ausgedehnten Feuchtwiesen und Bruchflächen, sowie einen westlich und höher gelegenen, deutlich vom Rurtal zu scheidenden Teil der Rhein-Maashauptterrasse mit guten Ackerböden aus einem feinsandigen Lehm. Klimatisch ist das Heinsberger Land als Teil des Niederrheinischen Tieflands durch milde Winter, nur mäßig warme Sommer, gleichmäßige Niederschlagsverteilung über das Jahr und eine lange Vegetationsperiode begünstigt. Die Lage an Rur und Wurm erlaubte den Betrieb einer Vielzahl von Wassermühlen (siehe unter Wurm die dortigen Ausführungen, insbesondere zum künstlichen Mühlenkanal Junge Wurm).
Der Herrschaft fielen zeitweise auch Erlöse aus dem Schleidener Zoll, einer Gruppe von Wege- und Flusszöllen entlang der nahe gelegenen Maas als Teil des Brabantischen Landzolles, zu.

## Geschichte
Die erste Linie der Herren von Heinsberg stammte aus dem Geschlecht der Flamenses ab, welche Herren/Grafen im nahe gelegenen Wassenberg waren. Der zweite nachweisbare Graf Gerhard II. von Wassenberg hatte drei Söhne: der älteste Heinrich, welcher ihm als Graf von Wassenberg nachfolgte, Gerhard, von dem keine weiteren Daten belegbar sind und der jüngste Dietrich (* um 1035; † 19. Oktober 1082). Dieser „Dietrich Flamenses“ war 1058 Zeuge in einer Utrechter Urkunde, 1076 Graf in der Veluwe und 1078 Graf in Teisterbant. Er heiratete vermutlich Hedwig von Montaigu. Aus der Verbindung gingen die Söhne Gerhard und Goswin (I.) von Heinsberg (* um 1060; † 10. April 1128) hervor. Beide Brüder heirateten in die Familie der sächsischen Pfalzgrafen ein. Gerhard nahm Irmgard von Plötzkau zur Frau, Goswin heiratete 1085/90 Oda von Walbeck. Allerdings ist auch sein Bruder Gerhard 1128 als Graf von Heinsberg nachweisbar, während dieser in Urkunden von 1118 und 1129 als „frater“ bezeichnet wurde. Kinder des Ehepaares Goswin I. und Oda waren die zwei Söhne Gerhard und Goswin II. Oda von Walbeck stiftete das Gangolfus-Stift zu Heinsberg (vgl. St. Gangolf (Heinsberg).
Sitz der Herren von Heinsberg war die Burg Heinsberg. Goswin I. hatte neben der Herrschaft Heinsberg zugleich über seine Ehefrau Oda auch die Herrschaft über das Land von Valkenburg (auch Falkenburg) östlich von Maastricht in den heutigen Niederlanden geerbt und ist ab 1085 als „Herr von Valkenburg“ nachweisbar. Ein Sohn des Ehepaares, Goswin II., hatte überdies einige Jahre lang die Reichslehen Gangelt und Richterich in Besitz, bis sie ihm von König Konrad III. wieder entzogen wurden. Weil Goswin II. aber die Herausgabe verweigerte, wurde Heinsberg auf Befehl des Königs 1144 durch Truppen unter Führung des Herzogs Heinrich von Limburg zerstört. Die von Goswin I. ausgehende Linie der Herren von Heinsberg wird in den zeitgenössischen Urkunden auch wiederholt mit dem Titel „Graf“ bezeichnet. Die Herren von Heinsberg gehörten, ungeachtet ihres verhältnismäßig kleinen Territoriums, dem dritten Heerschild und damit denjenigen Principes an, aus denen im 12. Jahrhundert der jüngere Reichsfürstenstand hervorging. Als Angehörige des dritten Schildes waren unter anderem Siegfried, Goswin III. und Goswin IV. mit Reichsaufgaben in Italien beauftragt. Die Herren von Heinsberg konnten ihre Selbständigkeit durch Anlehnung an die jeweilige Vormacht am Niederrhein behaupten: bis 1288 (Schlacht bei Worringen) an Kurköln, nach 1288 an Brabant, nach 1371 (Schlacht bei Baesweiler) an Jülich und seit dem beginnenden 15. Jahrhundert an Brabant/Burgund.
Über die Einheirat des Heinrich von Sponheim gelangte ehemals Sayn'scher Besitz zum Heinsberger Haus, insbesondere die Herrschaft Löwenberg um die Löwenburg im Siebengebirge bei Bad Honnef. Unter Heinrich, der sich rasch nur noch als Heinrich von Heinsberg titulierte, wurde der Ort Heinsberg 1255 erstmals als Stadt bezeichnet.
Nach dem Aussterben der Grafen von Loon (auch Loen bzw. Looz genannt) im Mannesstamm fielen die Grafschaften Loon und Chiny an Dietrich von Heinsberg als Sohn der Mechthilde (bzw. Mathilde) von Loon. Die Grafschaft stand aber unter der Oberhoheit des Bistums Lüttich und wurde von diesem aufgrund des Aussterben der Grafen von Loon im Mannesstamm als erledigtes Lehen zurückgefordert. Die Bemühungen der Heinsberger, die Grafschaft zu behalten, blieben letztendlich ergebnislos; Dietrichs Neffe Gottfried verkaufte seine Rechte an seinen Vetter Arnold von Rummen (frankophon: Rumigny), der ebenso ergebnislos versuchte, die Grafschaft zu halten. Man behielt aber den Namen Loen bei.
Der nachfolgend Sohn des vorgenannten Gottfried, Johann II., auch der Streitbare genannt, nahm als Verbündeter des Verlieres Wilhelms II. von Berg an der Schlacht von Kleverhamm 1397 teil und geriet im Gefechtsverlauf in Gefangenschaft. Seine Freiheit erhielt er erst nach Zahlung eines hohen Lösegeldes wieder, zu dessen Finanzierung er umfangreiche Verpfändungen tätigen musste. Als absehbar war, dass der Herzog Rainald I. von Jülich ohne Erbe im Mannesstamm blieb, einigten sich die möglichen Erben Adolf VII. von Berg und eben jener Johann II., der ein Sohn der Philippa von Jülich war, über eine Aufteilung von Jülich. Nach einem Vertrag von 1420 sollte Adolf drei Viertel und Johann das restliche Viertel, Jülicher Quart genannt, erhalten. Als Herzog Rainald 1423 starb, erbte wie vereinbart Johann II. von Loon-Heinsberg neben Herzog Adolf VII. von Berg als weiterer nächster Agnat ein Viertel Anteil am Herzogtum Jülich. Johann nannte sich deshalb zugleich Herr von Jülich. Über das gemeinsame Erbe gerieten Johann und der ähnlich veranlagte Adolf alsbald in Streit, der auch mit Waffengewalt ausgetragen wurde.
Die Jülicher Quart fiel mit dem Aussterben der durch Johann II. zweiten Sohn Wilhelm begründeten blankenheimischen Linie (siehe unten) 1468 zurück an das Jülicher Herzogshaus. Die männliche (Haupt-)Linie der Herren von Heinsberg starb mit Johann IV. zwei Jahrzehnte früher, im Jahr 1448, aus. Über dessen 1456 mit Graf Johann II. von Nassau-Saarbrücken verheiratete Tochter Johanna und deren Tochter Elisabeth gelangte die Herrschaft Heinsberg infolge der 1472 erfolgten Vermählung Elisabeths mit Herzog Wilhelm III.(IV.) an Jülich-Berg. Nach dem Tod Elisabeths 1479 ohne überlebende Abkömmlinge hätte auf die Herrschaft an und für sich auch die jüngere Schwester Johanna, verheiratet mit dem Herzog Johann I. von Pfalz-Simmern, Anspruch gehabt. Herzog Wilhelm kaufte aber die Erbschaft 1484 und das Heinsberger Land wurde noch im gleichen Jahr als Amt Heinsberg dem Herzogtum Jülich-Berg einverleibt.
Johanns II. von Loon-Heinsberg zweitgeborener Sohn Wilhelm begründete durch seine Ehe mit Elisabeth von Blankenheim, eine zwischen 1423 und 1468 bestehende Seitenlinie des Hauses, welche über Territorien in der Eifel, insbesondere die Grafschaft Blankenheim mit den Herrschaften um die Burgen Gerolstein und Kasselburg herrschte. Auf Wilhelm folgte als Herr von Jülich und Graf von Blankenheim sein Sohn Gerhard von Loon. Nach dem Tod dessen wiederum Wilhelm genannten Sohnes ohne männliche Nachkommen gelangten die Blankenheimer Gebiete durch Erbfolge letztlich an die Grafschaft Manderscheid; die von der Blankenheimischen Linie gehaltene Jülicher Quart fiel zurück an die Jülicher Herzogsfamilie. Johann II. Urenkel Wilhelm von Loon, Herr von Jülich und Graf von Blankenheim, ehelichte übrigens wie sein Onkel Johann III. mit Margareta, der Tochter Friedrichs des IV. von Moers, eine Angehörige des Moerser Grafengeschlechts.

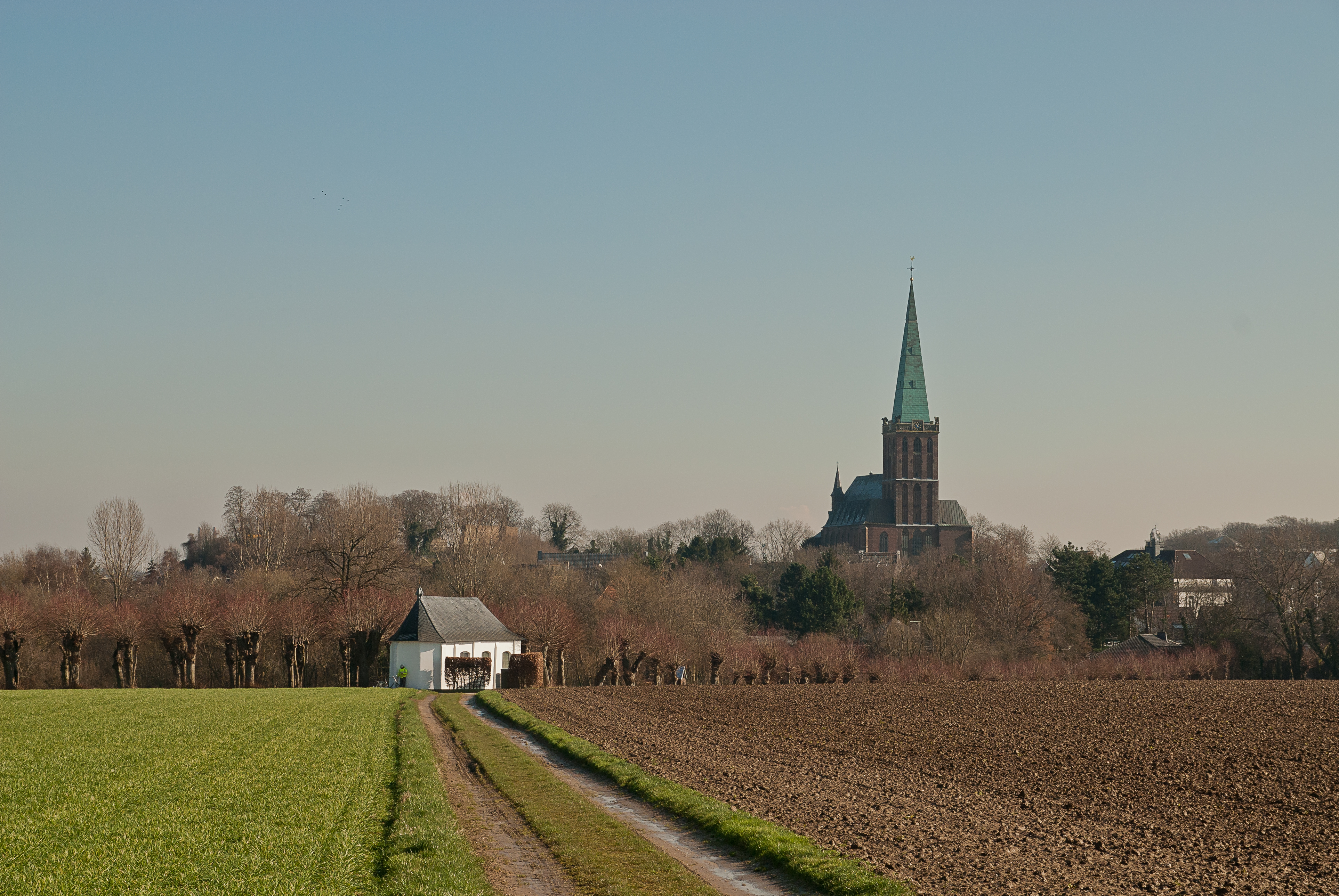
Blick auf die Burgruine und die frühere Stiftskirche St. Gangolf in Heinsberg

## Liste der Herren von Heinsberg

### Haus Wassenberg (Flamenses)
- Goswin I., zugleich auch Herr von Valkenburg (* um 1035, † 19. Oktober 1082), der Sohn von Dietrich Flamenses; ⚭ Oda von Walbeck († 1152), Tochter von Siegfried von Walbeck, Graf im Derlingau
- Gerhard I. von Heinsberg († 1128/29), Bruder von Goswin I.; ⚭ Irmgard von Plötzkau († 1153), Tochter von Dietrich Graf von Plötzkau und Mathilde von Walbeck
- Goswin II., 1128–66 von Valkenburg, 1130 von Heinsberg († 8. April 1168), Bruder Gerhards II.; ⚭ Adelheid (oder Aleidis) von Sommerschenburg, Tochter von Friedrich V. Pfalzgraf von Sachsen, und Adelheid von Laufen
- Gottfried, 1169 von Heinsberg († vor 1185), nach anderer Quelle um 1190/1191, Sohn Goswins II. und der Aleidis von Sommerschenburg; ⚭ Sophie († wohl 1185), wohl Tochter von Adalbert Graf von Nörvenich
- Adelheid (oder Aleidis), Herrin von Heinsberg (1190–1207) bezeugt, Tochter Gottfrieds; ⚭ Arnold II., Graf von Kleve

### Haus Kleve
- Dietrich I. von Heinsberg und Valkenburg († 4. November 1228), deren Sohn; ⚭ I Isalda von Limburg († 1221), Tochter von Heinrich III., Herzog von Limburg; ⚭ II Wildgräfin Beatrix, 1225/40 bezeugt, Tochter von Wildgraf Gerhard I.
- Agnes († 1267/68), Herrin von Heinsberg, dessen Tochter aus erster Ehe (Dietrich II., der ältere Sohn aus zweiter Ehe, erhielt Valkenburg, der jüngere Sohn war Engelbert II. von Falkenburg, Erzbischof von Köln); ⚭ Heinrich von Sponheim († wohl 1258)

### Haus Sponheim
- Heinrich von Sponheim († wohl 1258), 1247 Herr von Heinsberg, 1248 Herr von Freusburg, Löwenberg, Blankenberg, Saffenberg und Hülchrath
- Dietrich III. († 1303), Herr von Heinsberg und Blankenberg, Sohn der Vorgenannten, ⚭ Johanna von Löwen, Tochter von Gottfried, Herr von Gaesbeek
- Gottfried I. († 1331), Herr von Heinsberg und Blankenberg, Sohn der Vorgenannten; ⚭ Mechthild von Loon und Chiny, † 1313, Tochter von Arnold IV., Graf von Loon
- Dietrich IV. († 1361), Herr von Heinsberg und Blankenberg, ab 1336 als Erbe des Bruders seiner Mutter auch Graf von Loon und Chiny, Sohn der Vorgenannten; ⚭ Kunigunde von der Mark († nach 1343), Tochter von Graf Eberhard I. von der Mark
- Gottfried III. von Loon († 1395), Herr von Dalenbroich und Heinsberg, Graf von Loon und Chiny, Sohn Johanns I., des Bruders des Vorgenannten und der Aleidis von Cuyck (s. u.); ⚭ Philippa von Jülich († 1390), Tochter von Wilhelm, Herzog von Jülich
- Johann II. von Loon-Heinsberg, genannte der Streitbare († 1438), Sohn Gottfrieds II., Herr zu Jülich, Heinsberg, Löwenberg und Millen; ⚭ I Margareta von Gennep († 1419), Erbin von halb Gennep; ⚭ II Anna von Solms († 1433), Tochter des Otto I. zu Solms-Braunfels, Graf von Solms-Braunfels († 1433)
- Johann III. († 1443), Sohn Johann II. aus erster Ehe, Herr zu Heinsberg und Löwenberg; ⚭ Walpurgis von Moers, Tochter von Friedrich III., Graf von Moers und Saarwerden
- Johann IV. († 1448), Sohn Johann III., Herr zu Heinsberg und Diest; ⚭ Johanna von Diest († vor 1442), Burggräfin von Antwerpen, Tochter von Johann
- Johanna von Loon-Heinsberg († 1469), Tochter der Vorgenannten, Erbin von Heinsberg, Geilenkirchen, Dalenbroich, Diest etc., ⚭ 1456 Graf Johann II. von Nassau-Saarbrücken (1423–1472)

Weitere bekannte Angehörige des Hauses Heinsberg:
- Gerhard II. von Heinsberg († vor 1131), 1128 Graf, Sohn Goswins I.
- Siegfried von Heinsberg († 1137 vor Bari), Sohn Gerhards I.
- Philipp von Heinsberg († 13. August 1191), Sohn Goswins II. von Heinsberg und Valkenburg und der Aleidis von Sommereschenburg, 1168 Erzbischof von Köln und Erzkanzler des Heiligen Römischen Reiches für Italien und Deutschland
- Mathilde von Heinsberg († 1189), Schwester Philipps, Erbin von Sommerschenburg; ⚭ Dedo (V.), Graf von Groitzsch aus dem Haus Wettin († 1190). Mathilde von Heinsberg war über ihre Tochter Agnes von Rochlitz Großmutter der heiligen Hedwig von Andechs sowie über die Schwester der hl. Hedwig, Gertrud von Andechs, Urgroßmutter der heiligen Elisabeth von Thüringen.
- Beatrix von Falkenburg, Enkelin Dietrichs I. von Heinsberg und Valkenburg und Tochter Dietrichs II. von Valkenburg, war dritte Ehefrau des römisch-deutschen Königs Richard von Cornwall
- Johann I. († 1334), Herr von Dalenbroich, Bruder Dietrichs IV. und Sohn Gottfrieds I.; ⚭ Katharina von Voorne, Herrin von Acquoy († 1366), Tochter von Gerhard von Voorne und der Aleidis von Cuyck
- Johann († 1459), Bruder Johanns III., als Johann VIII. Bischof von Lüttich, als Vormund seiner unmündigen Nichten letzter regierender Herr von Heinsberg
- Margaretha von Loon-Heinsberg, Tochter Johanns III., ⚭ 1440 Graf Philipp II. von Nassau-Weilburg
- Philippa von Loon-Heinsberg († 14. Januar 1464), ∞ Wilhelm III. von Fürstentum Wied, Herr von Isenburg, (* um 1395; † 22. Oktober 1462)
- Jakoba von Loon-Heinsberg, Tochter Johanns II. und der Anna von Solms († 1466), Äbtissin des Stiftes in Thorn (Limburg)
- Maria von Loon-Heinsberg, Tochter Johanns II. und der Anna von Solms (* 20. Mai 1424; † 20. April 1502) in Breda als letztes Mitglied des Hauses Heinsberg, ⚭ 7. Februar 1440 Graf Johann IV. von Nassau-Dillenburg.[10] Johann IV. von Nassau-Dillenburg seinerseits war ein Abkömmling Dietrichs I. von Heinsberg und Valkenburg. Maria von Loon-Heinsberg und Johann IV. sind eines der Urgroßelternpaare Wilhelms I. von Oranien und damit Vorfahren des niederländischen Königshauses.

## Bildliche Darstellungen von Angehörigen des Hauses Heinsberg, Wappen

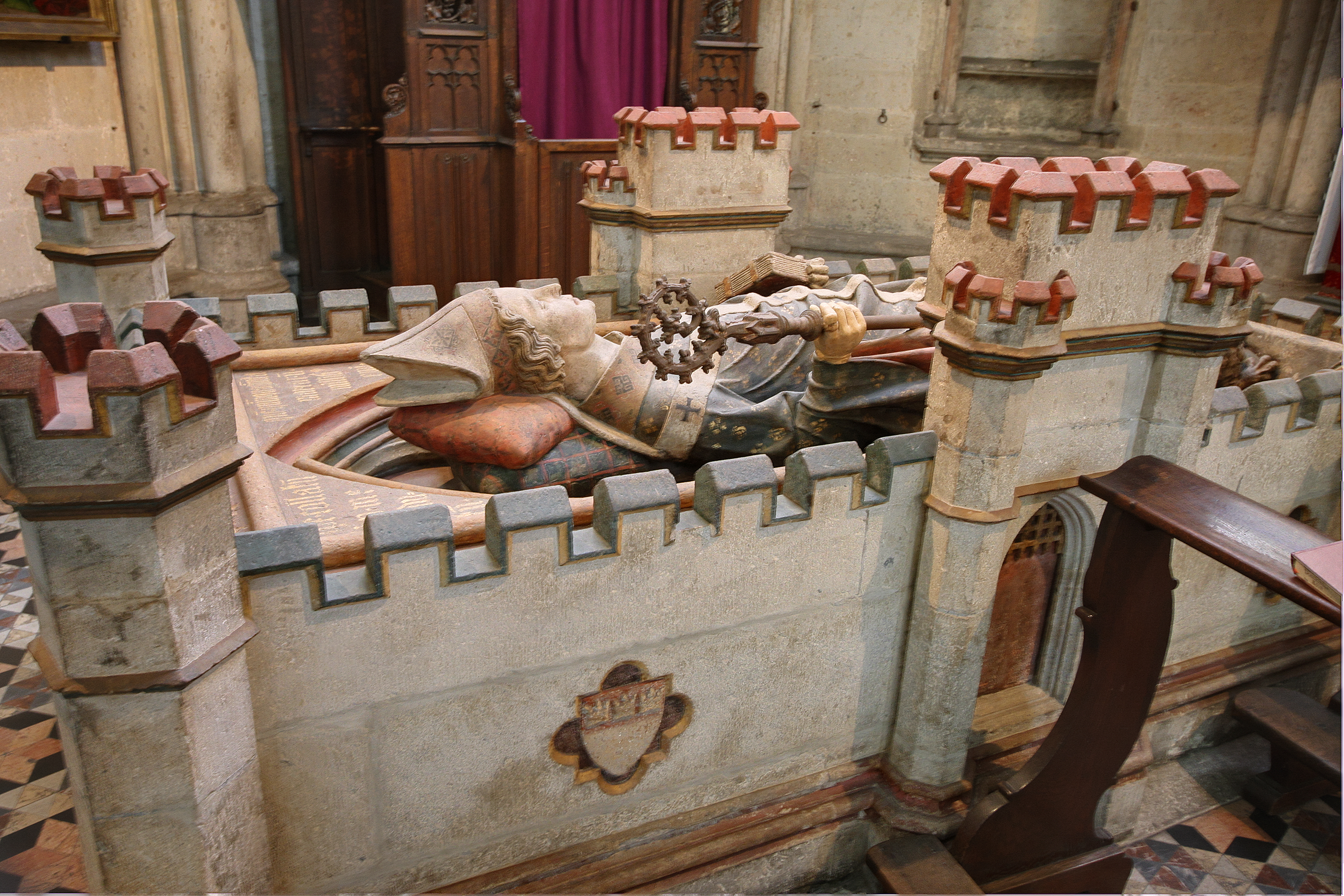
Hochgrab des Erzbischofs und Reichskanzlers Philipp von Heinsberg im Kölner Dom
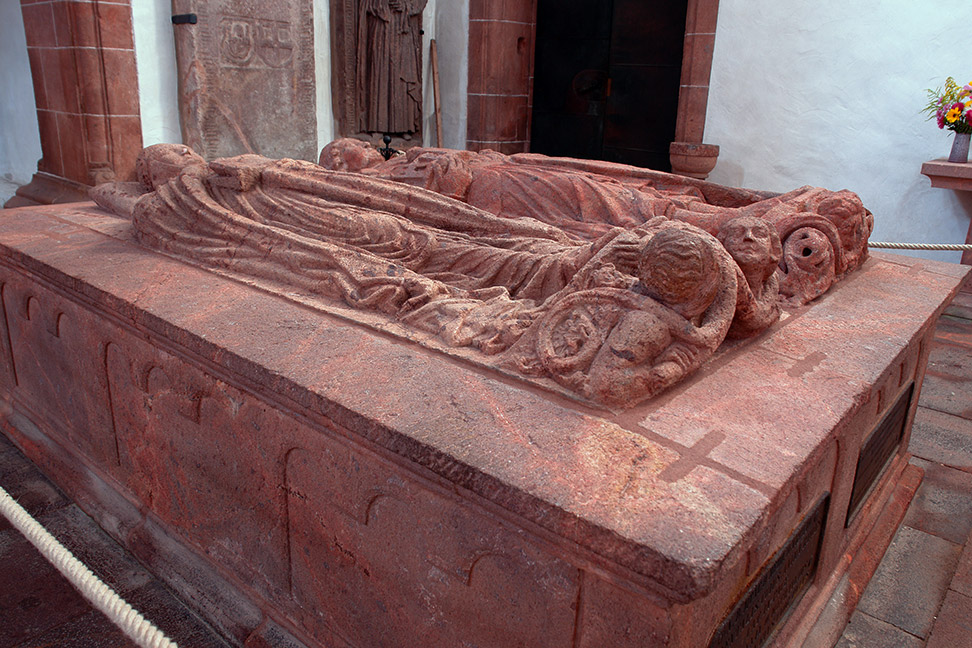
Hochgrab Mechthilde von Heinsbergs und ihres Mannes Dedo V., dem Feisten, in Wechselburg
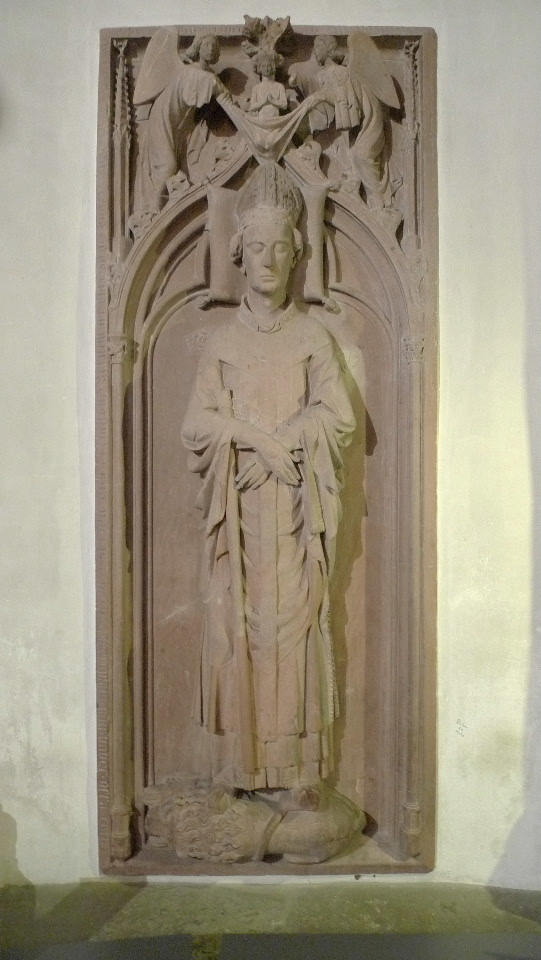
Grabplatte von Erzbischof Engelbert II. von Heinsberg-Valkenburg im Bonner Münster (Westchor)
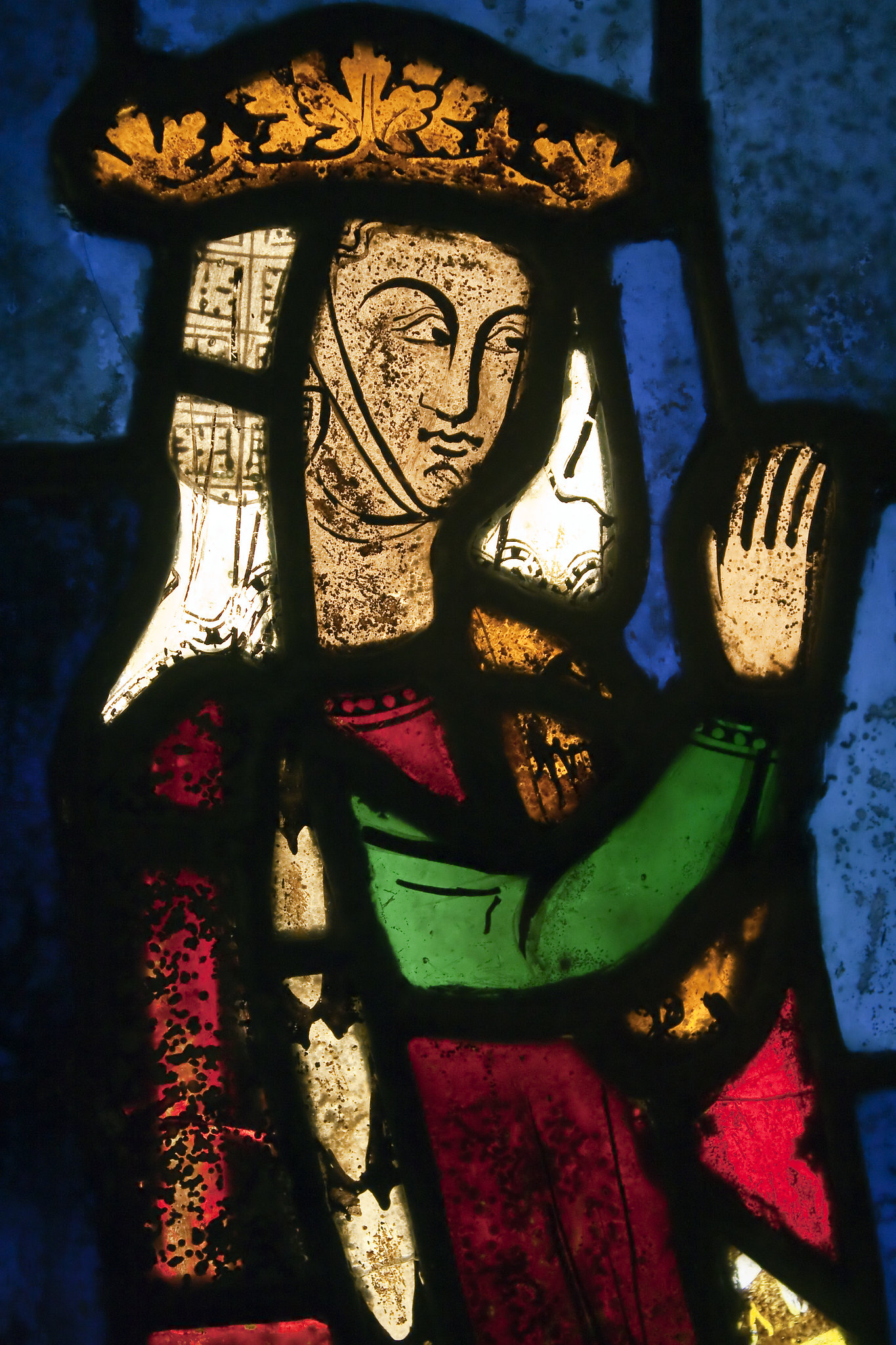
Beatrix von Falkenburg
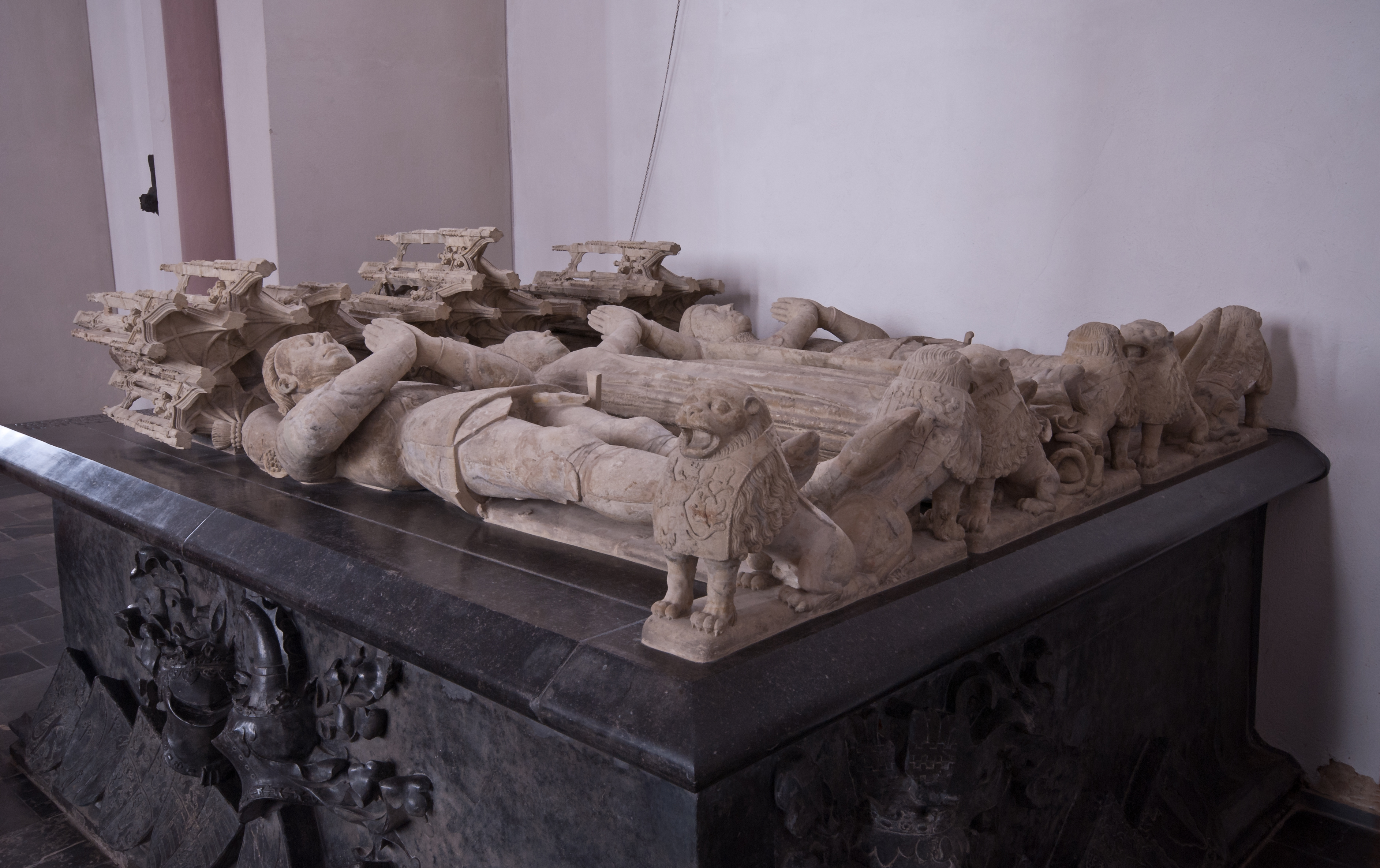
Hochgrab Johann II. von Heinsberg († 1438), seiner Gemahlin Margarethe von Gennep († 1419) sowie deren Sohn Johann III. von Heinsberg († 1443) (von links nach rechts) in St. Gangolf (Heinsberg)
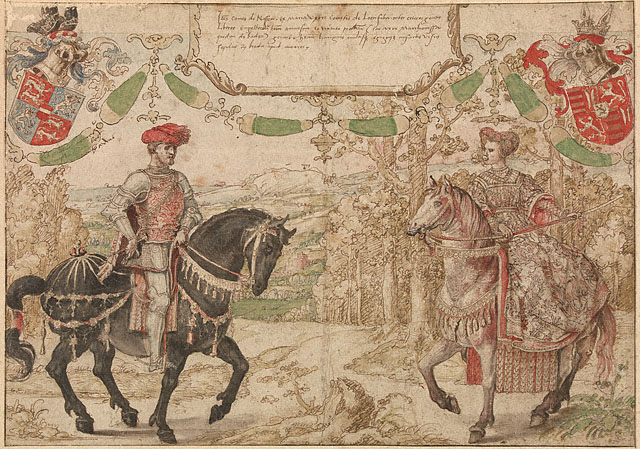
Johann IV. von Nassau und seine Frau Maria von Loon-Heinsberg auf einer Zeichnung des Malers Bernard van Orley, etwa 1538–1540
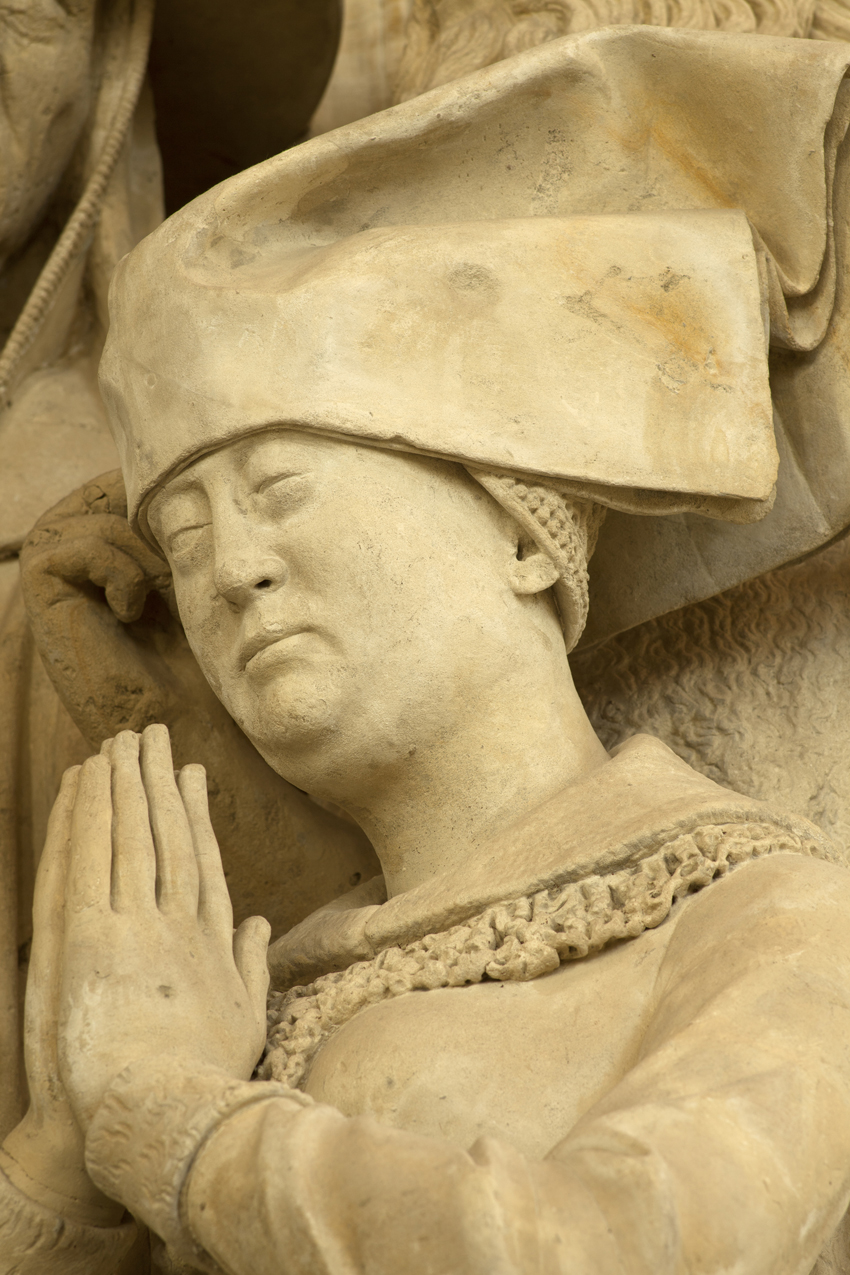
Darstellung der Maria von Loon-Heinsberg auf dem Prunkgrab Engelbrecht I. von Nassau in der Grote Kerk zu Breda
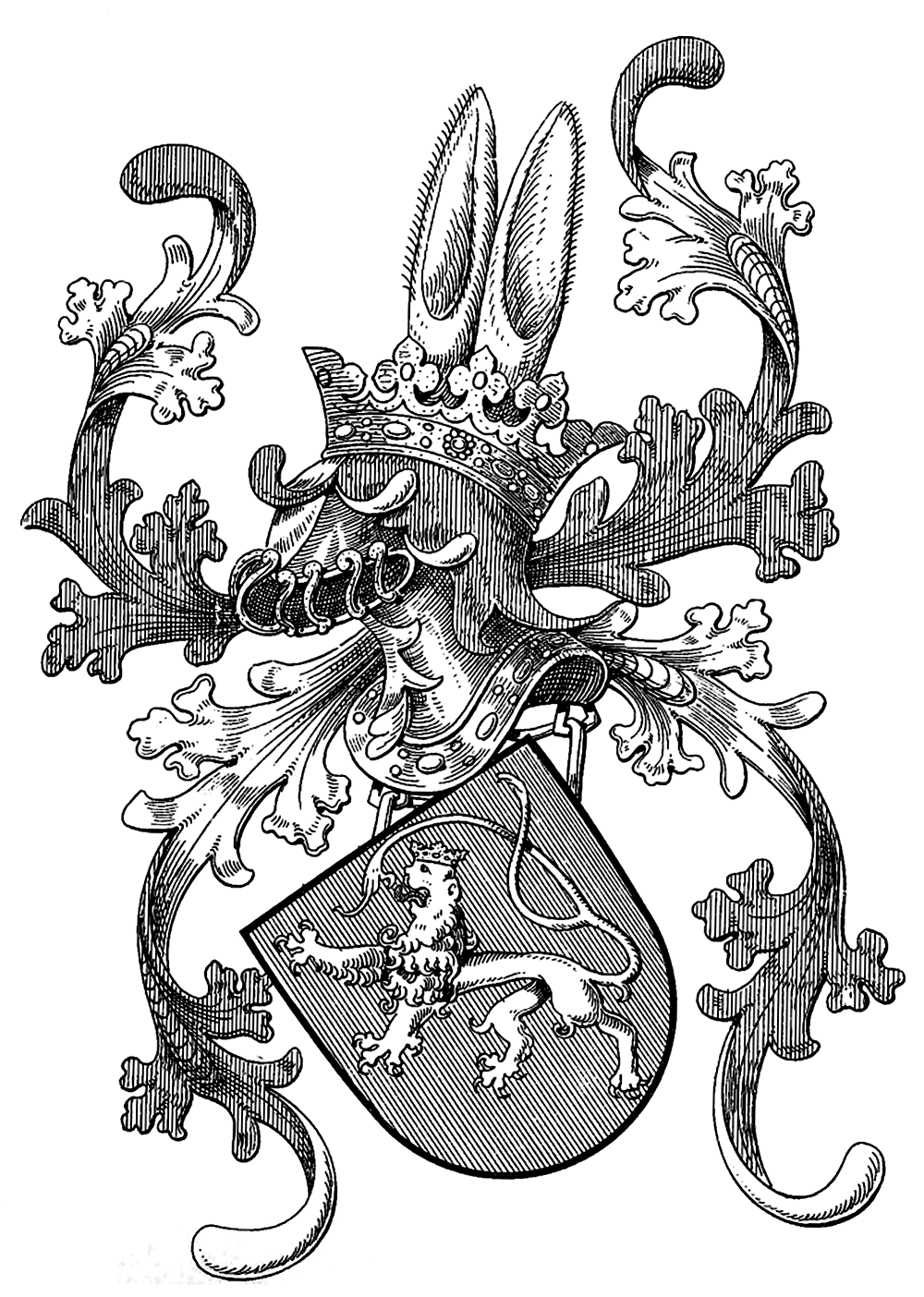
Wappen der Grafen von Heinsberg in Siebmachers Wappenbuch 1921
Wappen der Grafen von Kleve (Vorfahren der zweiten Herren von Heinsberg)
Wappen des Geschlechts der Spanheimer und der Grafschaft Sponheim (Vorfahren der dritten Herren von Heinsberg)
Wappen der Grafen von Loon und Chiny a.d.H. Heinsberg